# Dasychernes roubiki
Espèce
Dasychernes roubiki est une espèce de pseudoscorpions de la famille des Chernetidae.

## Distribution
Cette espèce est endémique du Panama. Elle se rencontre vers la comarque Guna Yala.

## Habitat
Ce pseudoscorpion se rencontre dans les ruches des abeilles Trigona nigerrima.

## Description
Dasychernes roubiki mesure de 2,8 à 3,2 mm.

## Étymologie
Cette espèce est nommée en l'honneur de David Ward Roubik.

## Publication originale
- Mahnert, 1987 : Neue oder wenig bekannte, vorwiegend mit Insekten Vergesellschaftete Pseudoskorpione (Arachnida) aus Sudamerika. Mitteilungen der Schweizerischen Entomologischen Gesellschaft, vol. 60, no 3/4, p. 403-416 (texte intégral).